# Metriophasma diocles
Metriophasma diocles är en insektsart som först beskrevs av John Obadiah Westwood 1859.  Metriophasma diocles ingår i släktet Metriophasma och familjen Pseudophasmatidae. Inga underarter finns listade i Catalogue of Life.